# أغنية حب (فلم 2022)
أغنية حب (بالإنجليزية: A Love Song) هو فيلم درامي أمريكي لعام 2022، من سيناريو وإخراج وإنتاج ماكس ووكر سيلفرمان، عُرض الفيلم لأول مرة في مهرجان صندانس السينمائي في 20 يناير 2022. وفي مهرجان برلين السينمائي الدولي الثاني والسبعين في 12 فبراير 2022، وفي مهرجان تريبيكا السينمائي في يونيو 2022. وتم إصداره في الولايات المتحدة في 29 يوليو 2022.

## روابط خارجية
- مقالات تستعمل روابط فنية بلا صلة مع ويكي بيانات